# Никель сити опера

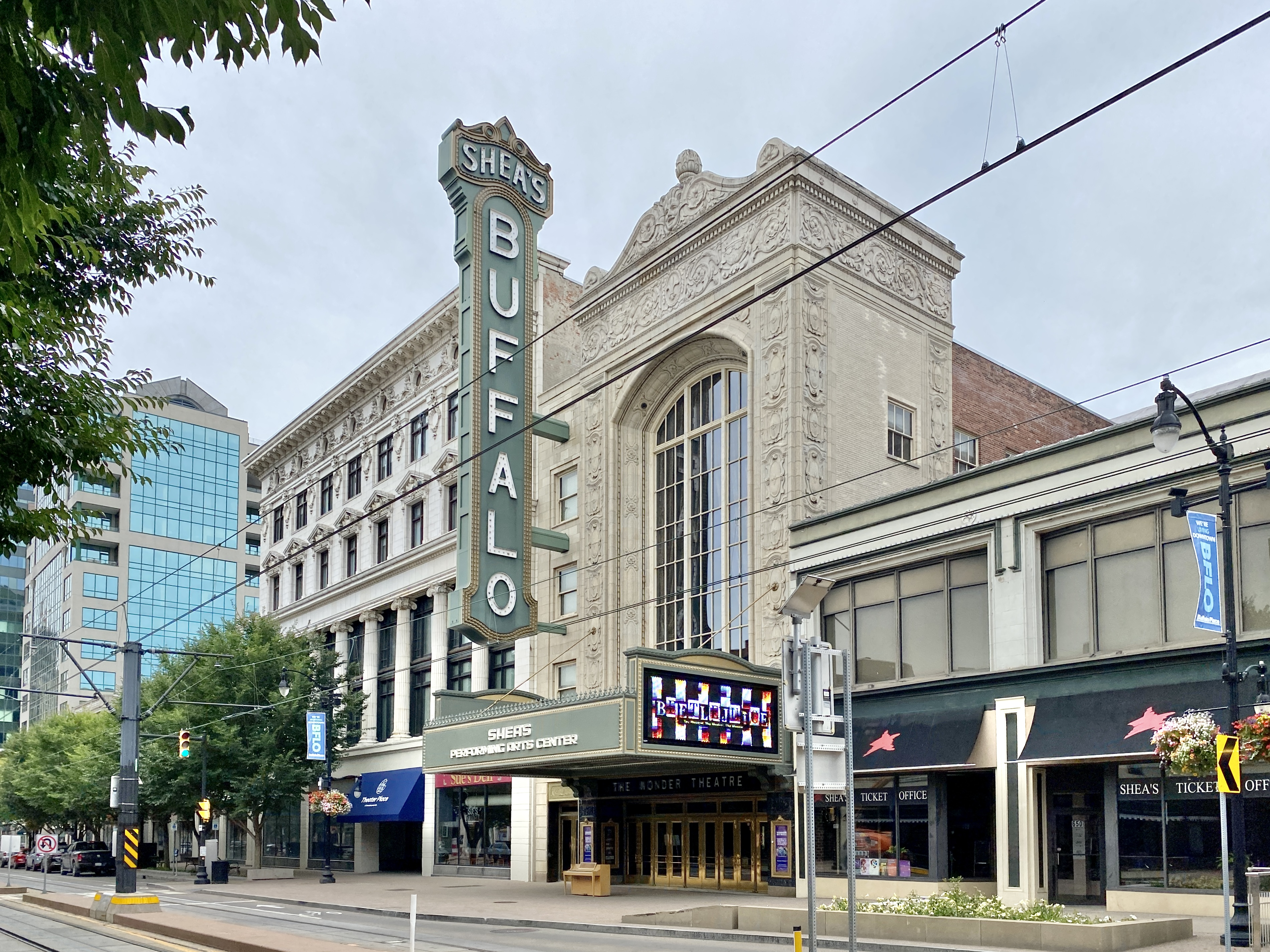
Shea’s Performing Arts Center, Штаб-квартира NC Opera Buffalo

Никель сити опера (англ. Nickel City Opera) (или «NC Opera Buffalo», сокращенно «NCO») — американская оперная труппа, базирующаяся в Буффало, штат Нью-Йорк. Театр является одним из ведущих в США и вмещает 3300 зрительских мест, что ставит его в один ряд с крупнейшими оперными театрами мира. В период с 2017 г. по 2021 г. музыкальным руководителем и главным дирижером «Никель сити оперы» был Маттиас Манаси. На счету оперной труппы, основанной в 2004 году Валерианом Румински (Valerian Ruminski), ряд произведений в области оперного Искусства, написанных специально для нее, и заметных премьер. «Никель сити опера» сотрудничает с Филармонический оркестр Буффало. В обширный и разнообразный репертуар театра входят барочные оперы XVIII века, белькантовые оперы XIX века, оперы в стиле музыкального Минимализм а XX века и современные оперы XX и XXI веков. При их Постановках в ход идут сценические средства, совсем не похожие друг на друга по стилю, — от изысканных, традиционных мизансцен и Декорации до современного концептуального дизайна.
Штаб-квартира и Главная сцена «Никель сити оперы» располагаются в Центре исполнительских искусств Ши (Shea’s Performing Arts Center) (вмещающем 3300 зрительских мест) в театральном квартале в центре Буффало. «Никель сити опера» также ставит спектакли в театре «Ривьера» (Riviera Theater) в Норт-Тонаванде, Центре исполнительских искусств имени Николса Фликингера (Nichols Flickinger Performing Arts Center) в Буффало, «Артпарк Мейнстейдж театре» (Artpark Mainstage Theater) и «Артпарк Амфитеатре» (Artpark Amphitheater) в Парке искусств имени Эрла У. Бриджеса штат Нью-Йорк (Earl W. Brydges Artpark State Park) в Льюистоне (штат Нью-Йорк).

## История
«Никель сити опера», основанная в 2004 году, дебютировала в июне 2009 года в театре «Ривьера» «Севильский цирюльник» Россини. В следующем 2010 году был поставлен «Риголетто» Верди.
Сегодня в репертуаре «Никель сити оперы» более 25 опер, включая «Трубадур», «Богема», «Дон Паскуале», «Дочь полка», «Риголетто», '«Саломея», «Тоска», «Любовный напиток», «Плащ», «Директор театра», «Свадьба Фигаро», «Травиата», «Севильский цирюльник» а также «Музыкальный магазин» (The Music Shop) Ричарда Варго (Richard Wargo).
В представлениях «Никель сити оперы» принимали участие такие певцы, как Адам Кляйн (Adam Klein), Виктория Ливенгуд (Victoria Livengood), Эдуардо Вилла (Eduardo Villa), Рэй Ченес (Ray Chenez), Джеймс Райт (James Wright), Джон Паккард (John Packard), Сулимар Лопес-Эрнандес (Zulimar López-Hernández). Марк Фрейман (Marc Freiman), Эрик Фенелл (Eric Fenell), Мишель Капальбо (Michele Capalbo), Дэвид Мак-Адам (David MacAdam) и Мишель Капальбо (Michele Capalbo).
В 2010 году «Никель сити опера» представила на сцене театра «Ривьера» рождественскую оперу «Амаль и ночные гости» Джан Карло Менотти, которую актеры труппы затем исполняли в течение четырех лет в «Ривьере» и Вестминстерской пресвитерианской церкви в Буффало. В 2011 году «Никель сити опера» выступила на борту большого списанного корабля (эсминца «Салливанс» с USS The Sullivans (DD-537)), стоящего на приколе в военно-морском парке округа Буффало и Эри, с оперой «Плащ» Пуччини.
В 2017 Во время своего дебюта в качестве музыкального руководителя и главного дирижера «Никель сити оперы» Маттиас Манаси (Matthias Manasi), дирижируя оперой «Директор театра» Моцарта, убедил критиков своей музыкальной интерпретацией этого произведения, основанной на принципах аутентичной исполнительской практики.
Пандемия COVID-19 в марте 2020 года отменила выступления NCO в Центре исполнительских искусств Ши. По причине ограничений, связанных с пандемией COVID-19, пришлось отказаться также и от представлений оперы Аида Верди запланированных на период с 07 по 29 августа 2021 года в «Артпарке» (Artpark) Парка искусств имени Эрла У. Бриджеса штат Нью-Йорк.
В июне 2023 года «Никель сити опера» возобновила постановку « Севильский цирюльник» Россини на сцене Центра исполнительских искусств имени Николса Фликингера, а также выступила с ней в заново отреставрированном, знаменитым своей давней историей театре «Голливуд» (Hollywood Theater) в Гованде, штат Нью-Йорк.
перы в «Никель сити опере» ставили режиссеры с мировым именем. Среди этих имен — Дэвид Грабаркевитц (David Grabarkewitz), в 2008 году поставивший на сцене Нью-Йорк сити опера для Службы общественного вещания (англ. Public Broadcasting Service (PBS)) получившую премию «Эмми» «Мадам Баттерфляй» Пуччини, и Марк Верзатт (Marc Verzatt), который в 2006 году по версии журнала «Классический певец» (англ. «Classical Singer») стал «выдающимся режиссером года».

### Премия «За службу» от Opera America
В мае 2017 года «Опера Америка» (англ. Opera America) удостоила «Никель сити оперу» и ее художественного руководителя Валериана Румински премии «За службу» (англ. Service Award), присуждаемой этой организацией ежегодно тем, кто «продвигает оперное искусство в их сообществах и неустанно стремится к повышению качества творческих изысканий и служению сообществу»На церемонии, которая проходила в Далласе, Президент и Генеральный директор «Опера Америка» Марк А. Скорка (Marc A. Scorca) сказал: «От имени сотрудников и членов организации „Опера Америка“ прошу Вас принять мои поздравления и позволить мне выразить Вам нашу признательность за Ваш исключительный вклад в области оперы».

## Мировые и американские премьеры
В июне 2016 года «Никель сити опера» представила мировую премьеру оперы «Выстрел!» (англ. SHOT!). Опера написана Композитором Персис Вехар (Persis Vehar) на либретто Габриэлы Вехар (Gabrielle Vehar).Первое представление этой оперы об убийстве президента США Мак-Кинли прошло на сцене Центра исполнительских искусств Ши, дирижировал Майкл Чинг (Michael Ching), срежиссировал постановку Дэвид Грабаркевитц.Партию президента Уильяма Мак-Кинли исполнил Валериан Румински, роль Ида Мак-Кинли сыграла Мария-Тереза Магисано, а роли Леон Чолгош, Эмма Гольдман и Суперинтенданта полиции Буффало Булла поделили между собой, соответственно, Джон Паккард, Мишель Капальбо и Фред Фурнари. Пел хор, состоявший из 40 участников, игра актеров сопровождалась музыкой в исполнении Филармонический оркестр Буффало. Декорации воссоздавали антураж Панамериканская выставка 1901 года и использовали проекции оригинальных панорамных видов экспозиции, снятых компанией Эдисона в том самом 1901 году, размерами превышавшие 12 метров, а также редкие фотографии тех времен.
В июне 2021 года «Никель сити опера» совместно с вокальным коллективом «Сотто Воче» (Sotto Voce Vocal Collective) в Унитарианско-универсалистской церкви Буффало представила широкой публике мировую премьеру оперы «Второе зрение» (англ. The Second Sight) Композитора Джесси Даунс (Jessie Downs).

## Руководители

### Музыкальные руководители / Главные дирижеры
В период с 2012 г. по 2017 г. музыкальным руководителем и главным дирижером «Никель сити оперы» был Майкл Чинг. После него должность музыкального руководителя и главного дирижера с 2017 г. по 2021 г. занимал Маттиас Манаси.. «Никель сити опера» также сотрудничала с известными приглашенными дирижерами, имена которых здесь не называются.
- Майкл Чинг (музыкальный руководитель в период с 2012 г. по 2017 г.)
- Маттиас Манаси (музыкальный руководитель в период с 2017 г. по 2021 г.)

### Режиссеры
Оперы в «Никель сити опере» ставили режиссеры, известные во многих Страна мира. Среди этих имен — Дэвид Грабаркевитц, в 2008 году за свою постановку «Мадам Баттерфляй» Пуччини на сцене «Нью-Йорк сити опера» для Public Broadcasting Service (PBS) вещания удостоенный премии «Эмми». В «Никель сити опере» также работал Режиссер Марк Верзатт, который в 2006 году по версии журнала «Классический певец» (англ. «Classical Singer») стал «выдающимся режиссером года».

## Сценические площадки
Главной сценической площадкой «Никель сити оперы» является Центр исполнительских искусств Ши (3300 зрительских мест), находящийся в центре Буффало. «Никель сити опера» также выступает на сценах театра «Ривьера» (1140 зрительских мест) в Норт-Тонаванде, «Артпарк Мейнстейдж театра» (2400 зрительских мест) и «Артпарк Амфитеатра» (4400 зрительских мест) в Парке искусств имени графа У. Бриджеса штата Нью-Йорк близ Ниагарского ущелья в Льюистоне, а также Центра исполнительских искусств имени Николса Фликингера (460 зрительских мест) в Буффало, штат Нью-Йорк.